# 中嶌邦
中嶌 邦（なかじま くに、1929年3月10日 - ）は、日本史学者、日本女子大学名誉教授。
1948年日本女子大学校文学科卒、1952年東京文理科大学文学部卒業。日本女子大学文学部助手、助教授、教授、1999年名誉教授。日本近現代史専攻。日本女子大学女子教育研究所員。日本女子大学の創立者成瀬仁蔵や大学の歴史に詳しい。

## 著書
- 『女と戦争 別冊　近代日本における女と戦争 「女と戦争」シリーズによせて』大空社 近代女性文献資料叢書 1992
- 『女と職業 別冊 近代日本における女と職業 「女と職業」シリーズの複刻によせて』大空社 近代女性文献資料叢書　1994
- 『『日本の婦人雑誌』解説編』大空社 1994
- 『近代日本における女と戦争 「女と戦争」シリーズによせて』大空社 近代女性文献資料叢書 1994
- 『成瀬仁蔵』吉川弘文館 人物叢書 2002、オンデマンド版　2024　ISBN　9784642752244
- 『近代日本における女と生活「女と生活」シリーズの復刻によせて』大空社 近代女性文献資料叢書 1998

### 共著・監修
- 『性教育研究基本文献集 解説』田代美江子共著 大空社 1991
- 『生活史』松平誠共編著 光生館 講座生活学 1993
- 『『性教育研究基本文献集』解説編』田代美江子共著 大空社 1994
- 『写真・絵画集成日本の女たち 第6巻 教育をつくる』編 日本図書センター 1996
- 『近代日本女子教育文献集』監修 日本図書センター 2002
- 『20世紀における女性の平和運動 婦人国際平和自由連盟と日本の女性』杉森長子共編 ドメス出版 日本女子大学叢書 2006
- 『上代タノ 女子高等教育・平和運動のパイオニア』島田法子,杉森長子共著 ドメス出版 日本女子大学叢書 2010
- 『くらしの工夫』大空社 近代女性文献資料叢書 1998
- 『はたらく婦人の生活設計』大空社 近代女性文献資料叢書 1998
- 『飛騨の女たち』大空社 近代女性文献資料叢書 1998
- 『戦時生活読本』大空社 近代女性文献資料叢書 1998

## 注
1. ↑  『大正の女子教育　日本女子大学女子教育研究所編』株式会社　国土社、1975年5月20日。
2. ↑  『現代日本人名録』2002年。なお『成瀬仁蔵』も見たが出生地不詳。
3. ↑  『上代タノ　女子高等教育・平和運動のパイオニア』株式会社　ドメス出版、2010年3月31日。